# Indiai Vasutak
Az Indiai Vasutak állami tulajdonú vállalat, amely az indiai kormány Vasúti Minisztériumának részlegeként működik, és India nemzeti vasúti rendszerét működteti. 2024-ben a negyedik legnagyobb méretű nemzeti vasúti rendszert kezeli, 135 207 km pályahosszal, 109 748 km futó pályahosszal és 69 181 km útvonal hosszal. 2024 augusztusától a széles nyomtávú hálózat 96,59%-a villamosított. Több mint 1,2 millió alkalmazottjával a világ kilencedik legnagyobb munkaadója és India második legnagyobb munkaadója.
Az Indiai Vasutak 1951-ben jött létre az országban működő 42 különböző vasúttársaság összevonásával, összesen 55 000 km hosszúságban. Az ország vasúti hálózatát 1951-52-ben adminisztratív okokból hat regionális zónára szervezték át, amelyet az évek során fokozatosan 18 zónára bővítettek.
Az első gőzzel működő vasút 1837-ben Madrasban működött, az első személyszállító vasút 1853-ban közlekedett Mumbai és Tháne között. 1925-ben az első villamos vonat egyenáramú vontatással közlekedett Bombayben. Az első mozdonygyártó egységet 1950-ben helyezték üzembe Chittaranjanban, az első kocsigyártó egységet pedig 1955-ben állították fel Madrasban.
Az Indiai Vasutak különböző osztályú gyorsvonatokat, személyszállító- és elővárosi vonatokat üzemeltet. A 2023-as év 4. negyedévében naponta átlagosan 13 198 vonatot közlekedtetett 7325 állomásra, és 6,905 milliárd utast szállított. Az Indiai Vasutak különböző osztályú vasúti áruszállítást is végez. A 2023-4-es időszakban naponta átlagosan 11 724 tehervonatot közlekedtetett, és 1588,06 millió tonna árut szállított. Az Indiai Vasutak több osztályú gördülőállományt üzemeltet, amelyet saját tulajdonú kocsigyártó üzemekben gyártanak. 2024. március 31-én az Indiai Vasutak gördülőállománya 327 991 tehervagonból, 91 948 személykocsiból (beleértve a többrészes kocsikat is), valamint 10 675 villamos, 4397 dízel- és 38 gőzmozdonyból állt.

## Teherfuvarozás

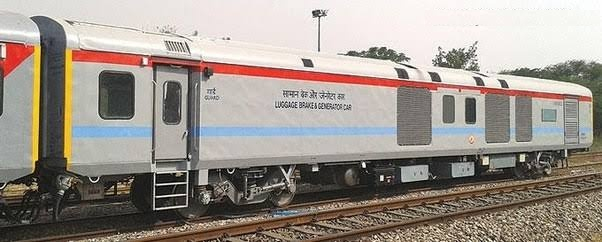
Hibrid kocsi, amely kisebb rakomány és posta szállítására alkalmas, gyakran személyvonatokhoz kapcsolják

Az első, 1837-ben Madrasban üzemelő vasútvonalat gránit szállítására használták. 1966-ban üzemelt az első kereskedelmi célú tehervonat Bombay és Ahmedabad között. Az Indiai Vasutak különböző árukat és rakományokat szállít, hogy kiszolgálják a különböző ipari, fogyasztói és mezőgazdasági szegmenseket. A dedikált tehervonatokon kívül csomagokat, postai küldeményeket és kisebb rakományokat szállítanak a személyszállító vonatokhoz csatolt speciális kocsikban. 2023-24-ben az Indiai Vasutak naponta átlagosan 11 724 tehervonatot közlekedtetett és 1588,06 millió tonna árut szállított.
Az Indiai Vasutak történelmileg az áruszállításból származó bevételekkel támogatta a személyszállítási szegmenst, és a személyszállító vonatokat előnyben részesítette a hálózaton. Ezért a teherszállítási szolgáltatások nem tudták felvenni a versenyt más szállítási módokkal sem a költségek, sem a szállítási sebesség tekintetében, ami a 2000-es évek elejéig a piaci részesedés folyamatos csökkenéséhez vezetett. Ennek ellensúlyozására az Indiai Vasutak 2006-ban létrehozta a Dedicated Freight Corridor Corporation of India-t, hogy a torlódások csökkentése, a sebesség és a megbízhatóság növelése érdekében külön teherszállítási folyosókat építsen, és javasolta a meglévő áruszállító pályaudvarok korszerűsítését, magántőke bevonását a több árucikket szállító multimodális logisztikai terminálok építéséhez, a konténerek méretének megváltoztatását, a menetrend szerint közlekedő tehervonatok üzemeltetését és a teherszállítási árképzés/termékösszetétel módosítását. Az olyan végponttól végpontig tartó integrált szállítási megoldásokat, mint a roll-on, roll-off (RORO) szolgáltatás, a Konkan Railway által 1999-ben úttörőként bevezetett közúti-vasúti rendszer, amely tehergépkocsikat szállít platós pótkocsikon, más útvonalakra is kiterjesztették.